# Petroglifo de Anganuma

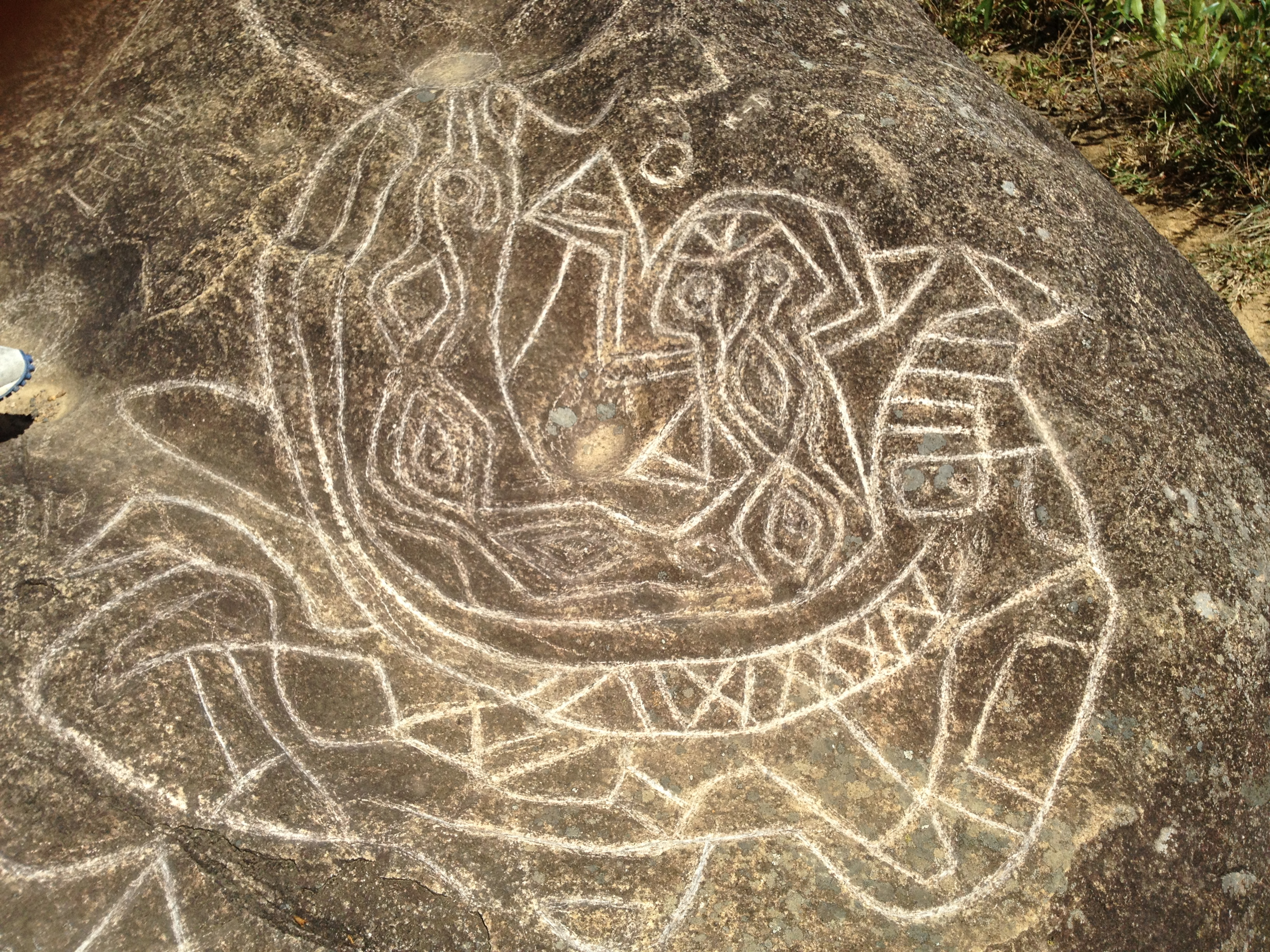
Petroglifo conocido localmente como: la sirena

A 2 km de Quilanga (Ecuador) en la vía Quilanga-Gonzanama se encuentra el barrio Anganuma. Ascendiendo por un sendero lastrado (aproximadamente a unos tres kilómetros en el sector de Pailapamba) están delineadas diferentes zonas donde se encuentran rocas de diversas formas y tamaños. Una roca en particular es conocida localmente como la roca de la sirena. Las rocas son el resultado de la erupción del cerro Colambo.

## Ubicación
El petroglifo se encuentra en el sector Pailapamba con coordenadas: 4° 16′ 34.80″ S, 79° 25′ 54.60″ O a una latitud de 2248 m s. n. m.

### Zonas 1 y 2
En las zonas 1 y 2, las rocas varían en tamaño y forma. En la zona 2 se tienen rocas de mayor tamaño. Las rocas tiene un color negro carbón y parece que han erosionado debido al agua y viento. Es curioso observar que diferentes rocas tienen patrones similares. Una de ellas al golpearla tiene un sonido similar al que se produce al golpear una paila.

### Zona 3
En la zona 3 se encuentra el petroglifo conocido como la roca de la sirena. En ella se encuentran figuras grabadas que parecen contener dibujos de un búho, un caracol, un pez y una cabeza de perro. Los moradores locales afirman que el lugar fue vivienda de gentiles.

## Adicional
En el barrio El Lumo, cerca de Yurarumi, en el Rancho la Poderosa, existe también una piedra de tamaño mediano en donde se observa una escritura a manera de petroglifos.
- Datos: Q16618504